# گورخر کوهی
گورخر کوهی یا گوراسب کوهی (نام علمی: Equus zebra) نام یک گونه از سرده اسب‌ها است.